# فیل دوناهو
فیلیپ جان دوناهو (انگلیسی: Phillip John Donahue؛ زاده ۲۱ دسامبر ۱۹۳۵ – درگذشته ۱۸ اوت ۲۰۲۴) یک شخصیت رسانه‌ای، نویسنده، تهیه‌کننده فیلم و خالق و مجری نمایش فیل دوناهو بود. این برنامه تلویزیونی که بعدها به سادگی به نام دوناهو شناخته شد، اولین برنامه گفتگوی پرطرفدار بود که قالبی را ارائه داد که شامل مشارکت مخاطبان نیز می شد.  این نمایش بیست و نه سال در تلویزیون ملی پخش شد که در سال ۱۹۶۷ در دیتون، اوهایو آغاز شد و در سال  ۱۹۹۶ در شهر نیویورک به پایان رسید.
نمایش‌های داناهو اغلب بر موضوعاتی متمرکز می‌شود که بین لیبرال‌ها و محافظه‌کاران در ایالات متحده از هم جدا می‌شود، مانند سقط جنین، حمایت از مصرف‌کننده، حقوق مدنی و مسائل جنگ. بیشترین مهمان او رالف نادر بود که دوناهو در سال ۰۰۰برای او کمپین کرد.  داناهو همچنین به طور خلاصه میزبان یک برنامه گفتگو در ام‌اس‌ان‌بی‌سی از ژوئیه ۲۰۰۰ تا فوریه ۲۰۰۳ بود. دوناهو یکی از تاثیرگذارترین مجریان برنامه گفتگو بود و اغلب از او به عنوان «پادشاه گفتگوی روز"»یاد می‌کند.  اپرا وینفری گفته است: «گر فیل دوناهو نبود، هرگز نمایش اپرا وجود نداشت». در سال ۱۹۹۶، دوناهو رتبه اول را کسب کرد. ۴۲ ر راهنمای تلویزیون ' برترین ستاره تلویزیونی تمام دوران. 

## اوایل زندگی
داناهو در یک خانواده کاتولیک ایرلندی طبقه متوسط در کلیولند، اوهایو به دنیا آمد. پدرش، فیلیپ دوناهو، کارمند فروش مبلمان و مادرش، کاترین (با نام خانوادگی مک کلوری)، کارمند فروشگاه کفش بود.   در سال ۱۹۴۹ از مدرسه ابتدایی بانوی فرشتگان در محله وست پارک فارغ التحصیل شد. در سال  ۱۹۵۳ داناهو عضو اولین کلاس فارغ‌التحصیل دبیرستان سنت ادوارد، یک دبیرستان خصوصی کاتولیک آماده‌سازی کالج پسرانه در لیک‌وود، اوهایو بود. او در سال ۱۹۵۷ از دانشگاه نوتردام با مدرک لیسانس مدیریت بازرگانی فارغ التحصیل شد.

## شغلی

### اوایل حرفه
داناهو کار خود را در سال ۱۹۵۷ به عنوان دستیار تولید در رادیو و تلویزیون KYW زمانی که آن ایستگاه در کلیولند بود آغاز کرد. روزی که گوینده معمولی حاضر نشد، فرصتی پیدا کرد تا گوینده شود. پس از مدت کوتاهی به عنوان جورکننده چک بانکی در آلبوکرکی، نیومکزیکو  بلافاصله پس از فارغ التحصیلی، مدیر برنامه رادیوی WABJ در آدریان، میشیگان شد. او به بازیگری برای اخبار شبانگاهی ی‌بی‌اِستبدیل شد و بعداً مجری برنامه خبری صبحگاهی در فیو-تی‌وی در دیتون، اوهایو جایی که مصاحبه‌های او با جیمی هوفا و بیلی سول استس در سطح ملی پخش شد. زمانی که در دیتون بود، داناهو همچنین میزبان قطعه مکالمه بود، یک برنامه گفتگوی تلفنی بعدازظهر از سال ۱۹۶۳ تا ۱۹۶۷ در رادیو  یو در دیتون، دوناهو با جان اف کندی  نامزد ریاست جمهوری، جانی کارسون مجری برنامه گفتگوی شبانه، فعال حقوق بشر مالکوم ایکس و مخالفان جنگ ویتنام از جمله جری روبین مصاحبه کرد. در شیکاگو و نیویورک سیتی، داناهو با التون جان  قهرمانان بوکس سنگین وزن محمد علی و جو فریزر  و نوام چامسکی نویسنده و فعال سیاسی مصاحبه کرد.

### نمایش فیل دوناهو

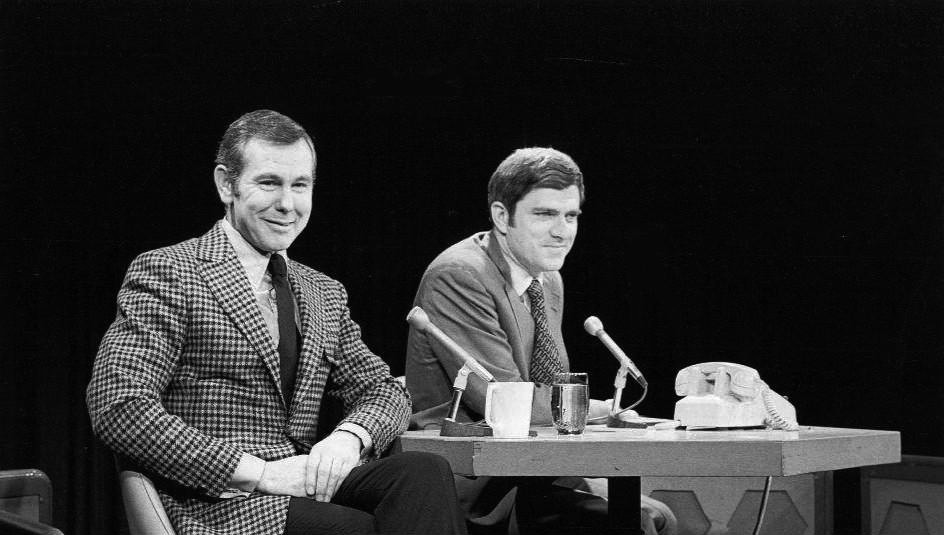
دوناهو (راست) با مهمان جانی کارسون در اوت ۱۹۷۰

در نوامبر ۱۹۶۷ دوناهو  یورا ترک کرد و برنامه گفتگوی خود را با نمایش فیل دوناهو در WLWD (در حال حاضر WDTN ) نیز در دیتون منتقل کرد. در ابتدا، این برنامه فقط در سایر ایستگاه های متعلق به شرکت پخش کراسلی (که بعداً نام شرکت مادرش Avco را به خود گرفت)، که WLWD نیز مالک آن بود، نمایش داده می شد. اما، در ژانویه ۱۹۷۰، نمایش فیل دوناهو وارد سندیکای سراسری شد. نمایش سندیکایی داناهو در سال ۱۹۷۴ از دیتون، اوهایو، به شیکاگو نقل مکان کرد. سپس در سال ۱۹۸۴، او نمایش را به شهر نیویورک منتقل کرد، جایی که نمایش در استودیویی در ۳۰ Rockefeller Plaza فیلمبرداری شد.</link>
پس از یک دوره ۲۹ ساله - ۶ سال در سندیکا و نزدیک به ۷۰۰۰ برنامه روزانه یک ساعته - آخرین قسمت اصلی Donahue در ۱۳ سپتامبر ۱۹۹۶ پخش شد.</link>

### پل فضایی آمریکا و شوروی

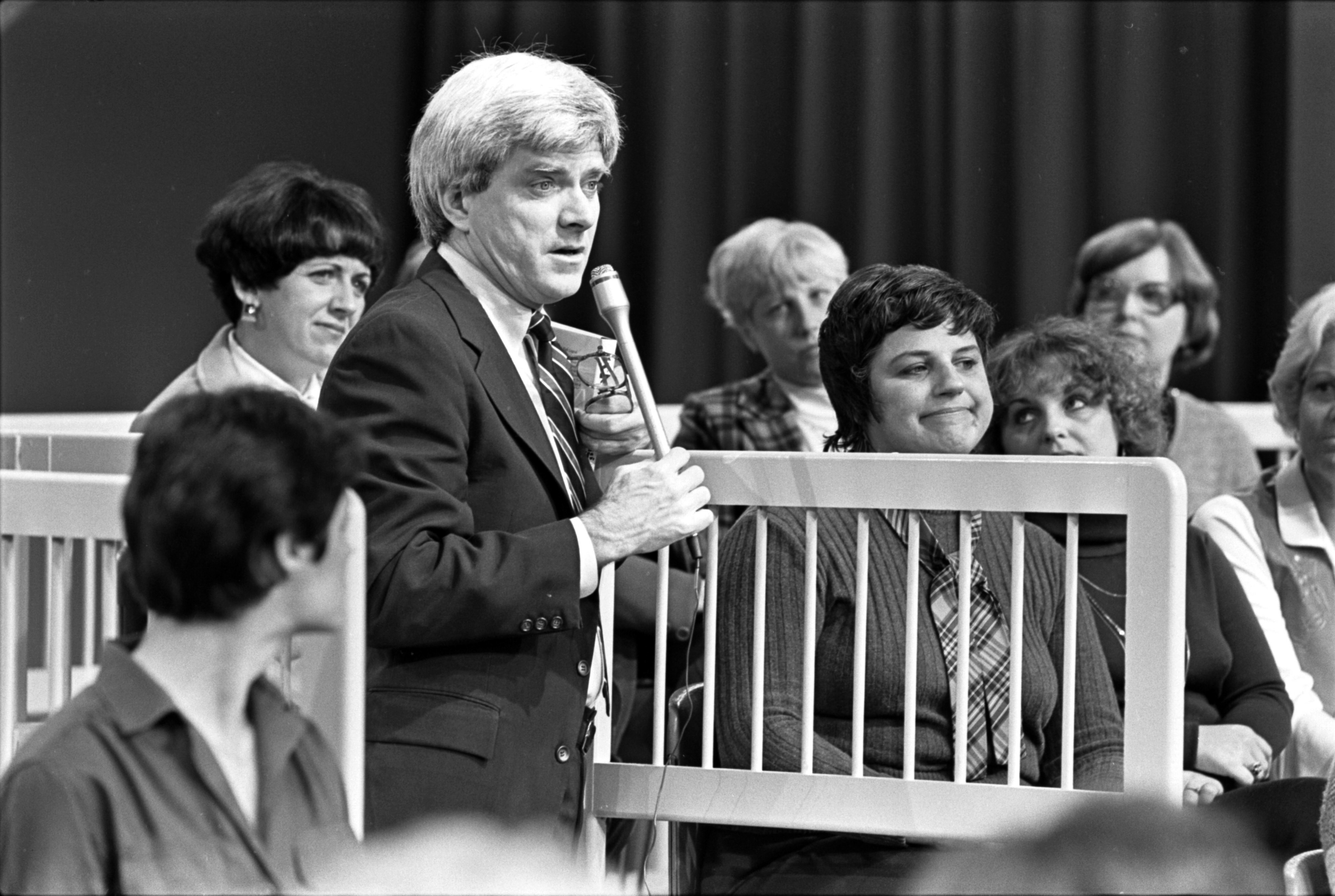
دوناهو در یک قسمت ۱۹۸۰

در دهه، ۱۹۸۰ در طول دوران نگ سرد توسط اتحاد جماهیر شوروی دوناهو و ولادیمیر پوسنر روزنامه ‌گار شوروی، میزبانی مشترک یک سری گفتگوهای تلویزیونی، معروف به پل فضایی ایالات متحده و شوروی  را در میان شهروندان عادی اتحاد جماهیر شوروی و ایالات متحده داشتند.  این اولین رویداد در نوع خود در تاریخ پخش بود: دوناهو میزبان مخاطبان در یکی از شهرهای ایالات متحده بود در حالی که پوسنر میزبان مخاطبان در یکی از شهرهای شوروی بود، همه در یک برنامه تلویزیونی. اعضای هر دو حضار از یکدیگر سؤالاتی در مورد هر دو ملت پرسیدند. در حالی که دولت‌های هر دو کشور برای احتمال جنگ هسته‌ای آماده می‌شدند، دوناهو گفت: ما به جای ضربه زدن، دست دراز کردیم. از سال ۱۹۹۱ تا ۱۹۹۴ دوناهو و پوسنر به طور مشترک میزبان پوزنر/دوناهو، یک برنامه هفتگی میزگرد مسائل محور بودند که هم در سی‌ان‌بی‌سی و هم در سندیکا پخش می‌شد. همسرش مارلو توماس در سال ۱۹۸۸ نسخه‌ای برای کودکان با عنوان Free to Be... یک خانواده دوناهو و پوسنر پس از این تجربه با هم دوستان دیرینه‌ای شدند. 

### برنامه ام‌اس‌ان‌بی‌سی
در ژوئیه ۲۰۰۲، دوناهو پس از هفت سال بازنشستگی به تلویزیون بازگشت تا برنامه‌ای به نام دوناهو را در ام‌اس‌ان‌بی‌سی میزبانی کند.  در ۵ فوریه ۲۰۰۳، نام‌ اس‌ان‌بی‌سی مایش را لغو کرد.  بلافاصله پس از لغو برنامه، یک یادداشت داخلی Mام‌اس‌ان‌بی‌سیبه مطبوعات درز کرد مبنی بر اینکه داناهو باید اخراج شود زیرا او با حمله قریب الوقوع ایالات متحده به عراق مخالف بود و اینکه او «ک چهره عمومی دشوار برای دّن‌بی‌سی ر زمان جنگ"»خواهد بود  و اینکه برنامه او می ‌واند  «انه ‌ی برای دستور کار لیبرال ضد جنگ"»باشد.  دوناهو در سال ۲۰۰۷ ظهار داشت که مدیریت که در آن زمان  متعلق به جنرال الکتریک، یک پیمانکاربزرگ دفاعی بود، ایجاب می کرد که "ما بر‌ی هر ل «رال دو محافظه کار (مهمان) داشته باشیم. من به عنوان دو لیبرال به حساب می آمدم." 

### در رابطه با جنگ
‌
 

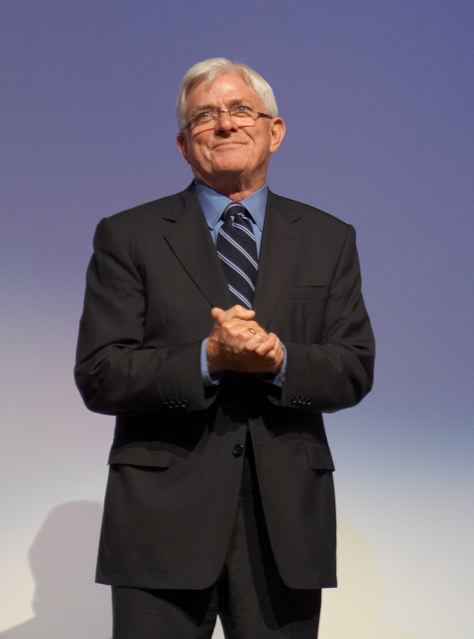
دوناهو در جشنواره بین‌المللی فیلم تورنتو اولین فیلم Body of War در سال ۲۰۰۷

در سال ۲۰۰۶، دوناهو به عنوان کارگردان با الن اسپیرو  فیلمساز مستقل، برای فیلم مستند بلند Body of War خدمت کرد. این فیلم داستان توماس یانگ  جانباز جنگ عراق را که به شدت از کار افتاده است و تنظیمات آشفته او پس از جنگ را روایت می‌کند. در نوامبر ۲۰۰۷ ین فیلم به عنوان یکی از پانزده مستندی که برای نامزدی اسکار از آکادمی علوم و هنرهای تصاویر متحرک در نظر گرفته شده بود نامگذاری شد.

## سایر ظواهر
در ژوئن ۲۰۱۳، دوناهو و بسیاری از افراد مشهور دیگر در ویدیویی ظاهر شدند که حمایت خود را از چلسی منینگ نشان می‌داد.  
با داناهو برای فیلم مستند Finding Vivian Maier ()۰۱۳، درباره عکاس خیابانی آمریکایی که پس از مرگش شناخته شد و یکی از آشنایان او در دهه ۱۹۷۰ مصاحبه کرد. 
در ۲۴ و ۲۵ مه ۲۰۱۶ دوناهو در کنفرانس رالف نادر "Breaking Through Power" سخنرانی کرد. در سالن قانون اساسی DAR در واشنگتن دی ‌ی 

## افتخارات
دوناهو در طول حرفه پخش خود نامزد  ۰جایزه امی در روز شد، برنده هشت جایزه برای مجری برجسته تاک شو فیل دوناهو شو  و همچنین جایزه ویژه در سال ۱۹۹۳  یک جایزه یک عمر دستاورد در سال ۱۹۹۶ دریافت کرد. او جایزه Peabody Award را در سال ۱۹۸۰ دریافت کرد و در  ۲۰ نوامبر ۱۹۹۳ به آکادمی علوم و هنرهای تلویزیونی تالار مشاهیر راه یافت.  در سال ۱۹۸۷، او جایزه «مگی» را دریافت کرد، که بالاترین افتخار فدراسیون والدین برنامه ریزی شده است، در ادای احترام به بنیانگذار آنها، مارگارت سانگر . در سال ۲۰۲۴ از رئیس‌جمهور جو بایدن، مدال آزادی ریاست جمهوری را دریافت کرد. 

## زندگی شخصی و مرگ

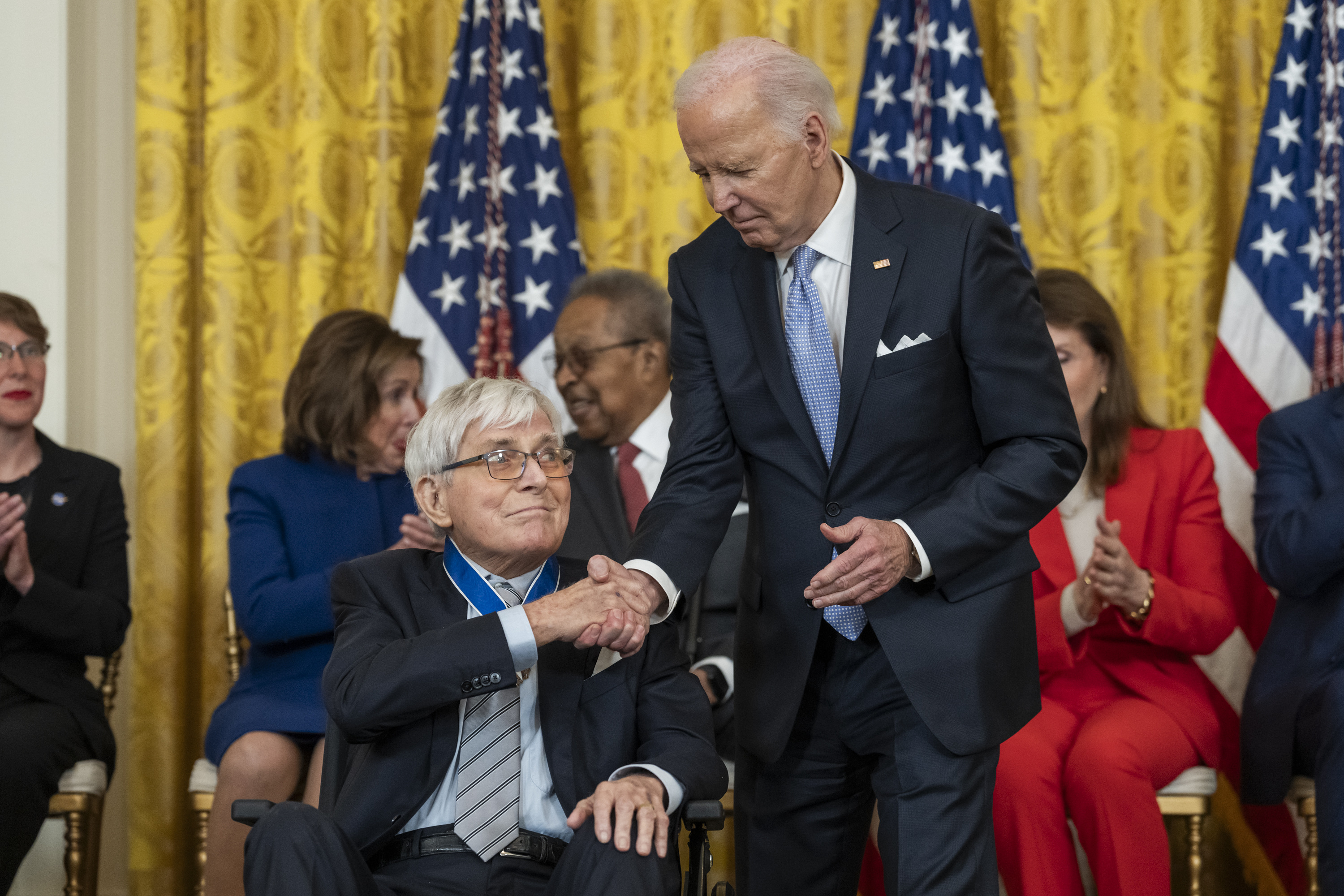
دوناهو در ماه مه ۲۰۲۴ مدال آزادی ریاست جمهوری را از رئیس جمهور جو بایدن دریافت کرد.

ازدواج دوناهو در سال ۱۹۵۸ مبا ارگارت کونی صاحب پنج فرزند - مایکل، کوین، دانیل، مری رز و جیمز - شد اما در سال۱۹۷۵ با طلاق پایان یافت. او به زادگاهش نیومکزیکو بازگشت، دوباره ازدواج کرد و از دید عموم بازنشسته شد.  خانواده در سنترویل، اوهایو  روبروی خیابان Erma Bombeck ، طنزپردازی که در دهه‌های  ۱۹۷۰ و ۱۹۸۰ به عنوان یک صدای ملی تبدیل به یکی از معاصران او شد، زندگی می‌کردند.  برای مدت کوتاهی در دهه ۱۹۷۰، دوناهو ویویان مایر، عکاس خیابانی آمریکایی را به عنوان پرستار بچه‌هایش استخدام کرد. 
دوناهو در  ۱ مه ۱۹۸۰ با بازیگر مارلو توماس ازدواج کرد. او و توماس هیچ فرزندی با هم نداشتند.
در سال ۱۹۹۹ دوناهو به همراه کیت اولبرمن یکی از نامزدهای اصلی اجرای برنامه بازی Greed بود، اما چاک وولری به جای آن استخدام شد. 
در سال ۲۰۱۴ جیمز دوناهو، کوچکترین پسر دوناهو، به طور ناگهانی در سن ۵۱ الگی بر اثر پارگی آنوریسم آئورت درگذشت. 
دوناهو در مورد مذهب خود گفته بود: «من همیشه یک کاتولیک خواهم بود. اما می خواهم کلیسای من به نسل بشر بپیوندد و در نهایت از این الهیات ضدجنسی دور شود.»  او همچنین گفت که «یک کاتولیک خیلی خوب» نیست و فکر نمی‌کند که لازم باشد ازدواج اولش باطل شود.  او از پاپ فرانسیس تحسین کرده بود. 
دوناهو در ۱۸ اوت ۲۰۲۴ در سن ۸۸ سالگی به دنبال یک بیماری طولانی در خانه‌اش در سمت بالا شرقی منهتن درگذشت. 